# Brandlecht (Adelsgeschlecht)

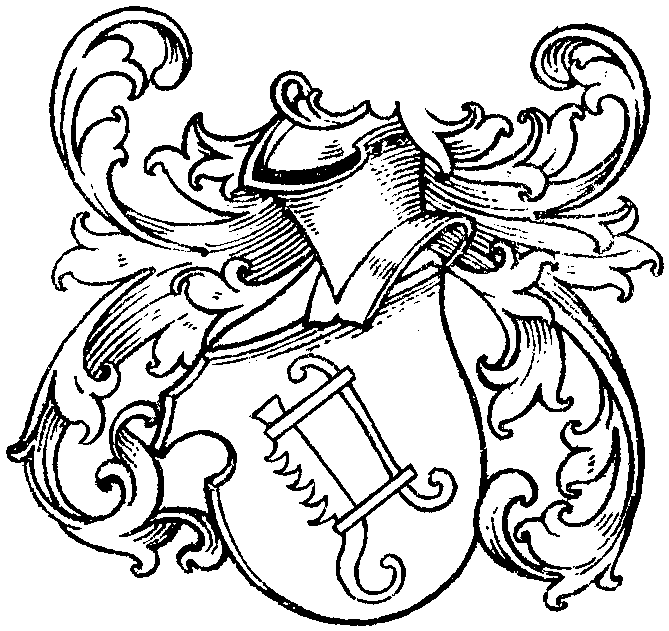
Wappen derer von Brandlecht

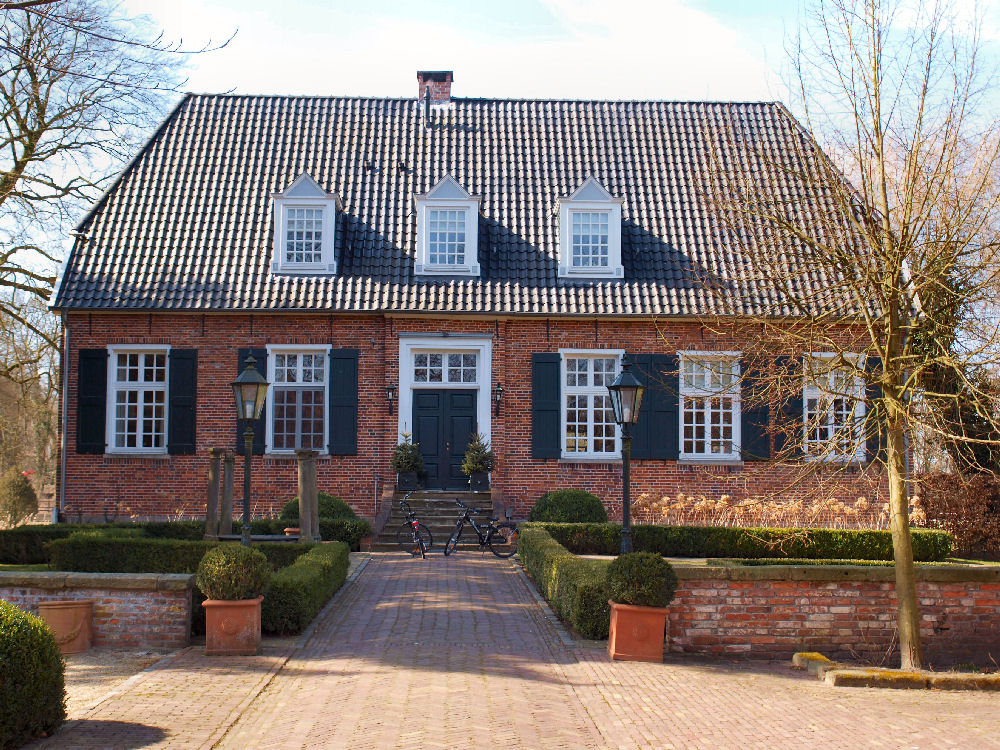
Prinzipalhaus am ehemaligen Standort des Gutes Brandlecht

Grabplatten der Erbgruft des Gutes Grote Heest

Brandlecht, auch Brandtelghet oder in anderen stark abweichenden Schreibweisen Bran+(d/t)+L+(e/i/ij/y)+(ch/g/gh)+(d/t), ist eine niederadelige Familie aus der Grafschaft Bentheim, die vor 1326 möglicherweise edelfrei gewesen ist und deren Stammsitz sich im gleichnamigen Ort Brandlecht befand, der heute zur Stadt Nordhorn (Landkreis Grafschaft Bentheim) gehört.

## Geschichte
Seit dem frühen 14. Jahrhundert bis zum Jahr 1483 war die Familie v. Brandlecht ansässig in der Herrlichkeit Brandlecht und dem dazugehörigen Rittersitz Gut Brandlecht. 1321 wird das erste Mal ein Knappe der Utrechter Diözese namens Adolphus de Brantelghete genannt. Es ist nicht ganz deutlich, ob diese schon vor 1326 in Abhängigkeit der Grafen von Bentheim standen oder erst danach in Lehensabhängigkeit gerieten, also davor Eigentümer einer allodialen Herrlichkeit gewesen sind.

### von Brandlecht zu Brandlecht
Nicht lange nach dem Auftreten dieser Familie um 1321 erschien die Familie häufig im Zusammenhang mit Streitigkeiten mit den umliegenden Landesherren. So ist sie um das Jahr 1331 in eine Fehde mit den Edelherren von Steinfurt und dem Bistum Osnabrück wegen eines in Osnabrück hingerichteten Dieners verwickelt. Im Jahr 1360 wurde die Burg Brandlecht vom Bistum Münster sogar geschleift, um schließlich, zwischen 1370 und 1400, abermals in Konflikt mit dem Bistum Osnabrück zu geraten. Danach wurde es ruhiger um diese Familie.
In der zweiten Hälfte des 15. Jahrhunderts konnten die von Brandlecht wegen Überschuldung den Rittersitz Brandlecht nicht mehr halten. Ohne landtagsfähigen Rittersitz begann der soziale Abstieg dieser Familie. Im benachbarten Overijssel hätte man sie wohl daher zur sozialen Schicht der hoveluden gerechnet. Einer der Brüder, die das Gut Brandlecht 1473 an die von Rhede verkauft haben, war Johann von Brandlecht, Gograf von Bentheim. Er starb 1491. Ob er der Letzte seines Geschlechts war, ist nicht gesichert, denn noch bis ins 18. Jahrhundert hat es eine nichtadelige Neuenhauser Bürgermeisterfamilie namens Brandlecht gegeben.

### von Brandlecht genannt von Heest auf Große Heest
Ein anderer Zweig bezog um das Jahr 1490 das ritterliche Gut Große Heest (zeitgenössisch Grote Heest genannt) in Laar. Im 17. Jahrhundert und wohl auch davor gehörte sowohl die kleine als die große Heest nicht zu den landtagsfähigen Rittersitzen in der Grafschaft Bentheim, da es sich wohl um allode oder allodifizierte Güter der Familie von Laar handelte.
Dieser Zweig derer von Brandlecht scheint also ebenfalls zu der sozialen Schicht der hoveluden gehört zu haben. Der Sohn von Arndt von Brandlecht (* vor 1490, † um 1507) auf Große Heest, Hendrik und dessen Söhne, nannte sich schon nicht mehr von Brandlecht, sondern wie seine ansässigen Vorgänger, van Heest, einem Zweig der Familie von Laar zu Laar. Am 22. November 1735 starb in Laar wohl die letzte dieser Brandlechter Linie, genannt van Heest: Angenis van Heest. Vermutlich wurden im darauffolgenden Jahr 1736 Grabplatten in der Emlichheimer Kirche angebracht mit dem Brandlechter Kesselhaken und dem Laar‘schen dreilätzigen Turnierkragen.

## Güter

### Brandlecht-Brandlecht
- Gut Brandlecht in Brandlecht
  - Lohus seit 1363 (dat Hus tho Volkerinch 1345?) in der Bauerschaft Svendorpe (Suddendorf)[10] (Kirchspiel Schüttorf)[11][12]

### Brandlecht-Heest
- Gut Große Heest in der Bauerschaft Heesterkante in Laar

Siegel des Adolf v. Brantlecht senior Anno 1326

## Wappen
Die Familie von Brandlecht führte einen schrägrechts gelegten Kesselhaken im Schild, wobei die drei Haken an diesem Kesselhaken gegen den Uhrzeigersinn geschwungen sind, ähnlich wie bei einer Triskele. Ein Zweig dieser Familie, genannt van Heest, führte ebenfalls einen Kesselhaken und zum Teil in Siegeln und auf Grabplatten flankiert mit der dreibeinigen Laar‘schen Bank. Die Helmfigur bestand entweder aus vier Blumen mit Stängel oder aus vier Pfauenfedern. Auf Grund der Nähe zu Twickelo (ca. 20 km Luftlinie von Brandlecht entfernt) wäre eine Stammesverwandtschaft zu der Familie v. Twickel/Twickeloe denkbar, die ebenfalls einen Kesselhaken im Schild führte und die ungefähr zur selben Zeit in Erscheinung tritt.
Der Landkomtur von Münster, Herman von Brandlecht, soll einen fünfspitzigen Schrägrechtsbalken geführt haben, aber auch hier handelt es sich wahrscheinlich, wenn auch stark abstrahiert, um einen schräggelegten Kesselhaken.

## Namensträger
- Herman van Brandlecht (* vor 1378, † nach 1397) 1378 wurde sein Gepäck zu Kampen verschifft nach Preußen, dort diente er als Kreuzritter. Um 1397 Komtur von Münster[19]